# 28 floréal
28 germinal 28 prairial
L'octidi 28 floréal, officiellement dénommé jour de la buglosse, est le 238e jour de l'année du calendrier républicain.
C'était généralement le 17e jour du mois de mai dans le calendrier grégorien.